# Ambroise Ngoya
Ambroise Ngoya (ur. 2 marca 1964) – kongijski piłkarz grający na pozycji bramkarza. W swojej karierze rozegrał 1 mecz w reprezentacji Konga.

## Kariera klubowa
W swojej piłkarskiej karierze Ngoya grał w klubie CARA Brazzaville.

## Kariera reprezentacyjna
W reprezentacji Konga Ngoya zadebiutował 31 stycznia 1993 roku w przegranym 0:1 meczu eliminacji do MŚ 1994 i był to jego jedyny mecz w kadrze narodowej. Wcześniej, w 1992 roku, był powołany do kadry na Puchar Narodów Afryki 1992. Na tym turnieju nie rozegrał żadnego spotkania.